# Radioimmunologisk analys
Radioimmunologisk analys (RIA) är en analysteknik som används för bestämning av ämnen, framför allt i kroppsvätskor inklusive blodserum, när mängden av substans i provet är alltför liten för att bestämning med klassiska kemiska metoder skulle vara möjlig och när substansens biologiska aktivitet inte är sådan att den med lätthet kan utnyttjas för bestämningen (så som man kan göra med bland annat många bestämningar av enzymer).
Radioimmunologisk analys utvecklades av Rosalyn Yalow och Solomon Aaron Berson under 1950-talet. Yalow fick nobelpriset 1977 för att hon utvecklat metoden för bestämning av insulin i blodplasma. , vilket var grundläggande inom endokrinologin för kontroll av behandlingen av diabetiker. 
Radioimmunologiska analysmetoder förbättrades under tiden från 1970 till 1990 så att de blev lätthanterliga, noggrannare än tidigare och billiga. 
Även om man använder isotoper med relativt oskyldiga egenskaper (kort halveringstid och strålning med låg genomträngningsförmåga) i mycket små mängder vill man i moderna laboratorier, där kliniska analyser görs i mycket långa serier, komma bort från metoder med radioaktivitet. Därför har RIA och andra besläktade analysmetoder som är beroende av radioaktivitet till största delen ersatts av andra immunologiska analysmetoder framför allt ELISA, där signalen erhålls inte genom joniserande strålning utan genom bildning av färgade eller fluorescenta substanser.

## Princip för RIA
Principen för Yalows och Bersons ursprungliga RIA-metod var följande:
En lösning med en känd mängd antikropp mot det ämne som skall bestämmas (primär antikropp) blandades med provet. Mängden antikropp skall vara så stor att all substansen i provet kan bindas, men får inte vara mycket större än vad som svarar mot mängden substans i de prov som innehåller de största substansmängderna. När antikropparna har bundit substansen i provet sätter man till en lösning av den substans som skall bestämmas som man i förväg märkt med en radioaktiv isotop (tracer). Den antikropp, som inte redan bundit antigen från provet, binder då radioaktivt antigen. Ju mindre antigen det finns i provet, dess större mängd radioaktivt märkt antigen kan antikroppen binda. I nästa steg sätter man till en precipiterande antikropp till reaktionsblandningen. Den precipiterande antikroppen (från ett annat djurslag än den primära antikroppen) har egenskapen att den specifikt binder sig till den primära antikroppen och då den binder sig får komplexet att bilda en fällning. Reaktionsblandningen centrifugeras så att fällningen sedimenterar till provrörets botten. Den överstående vätskan med den tracer som inte bundits dekanteras av. Efter tvätt, för att ta bort den lösa radioaktivitet som inte följt med vid dekanteringen, mäter man radioaktiviteten. En hög signal svarar här mot en liten mängd substans i det ursprungliga provet, och från signalens styrka kan mängden substans beräknas.

## Isotop för RIA-bestämningar
Den radioisotop som nästan genomgående kom till användning var en jodisotop, I-125. Jod är lätt att fästa vid proteiners och peptiders tyrosingrupper genom mild oxidation, och I-125 har tillräckligt lång halveringstid, 60 dagar, för att man skulle kunna arbeta utan överdriven brådska och också sända märkt material från en tillverkare till ett laboratorium med vanliga försändelser. Samtidigt klingade radioaktiviteten av så fort att man inte behövde vänta många år innan radioaktiviteten sjunkit så att den blivit ofarlig. I många länder, inklusive Sverige, kunde små kvantiteter lösning med I-125 hällas ut i avlopp om de spolades ned med tillräckligt stora mängder vatten. Den radioaktiva reaktionen hos I-125 genom ”electron capture” ger upphov till gammastrålning med mycket låg energi (35 kEv), som därför lätt kan skärmas av fullständigt (strålningen minskas till hälften av ett 0,2 mm tjockt blyskikt).

## Förbättringar av RIA-metoden
Separationen av fällningen (immunoprecipitatet) från vätskan är kritisk i metoden och kan vara svår att göra på ett riktigt sätt. I vissa bestämningar var mängden fällning så liten att den nästan inte syntes med blotta ögat. Metoden förbättrades därför så att den blev mer lätthanterlig. Ett första steg var att i många bestämningar absorbera immunoprecipitatet på aktivt kol, som lättare kunde skiljas från vätskan.

## Principen för IRMA
Ett annat problem med att använda inhibition, där mängden signalen minskade då mängden substans ökade var att metodens känslighet blev lidande. Om resultatet kom fram som en liten skillnad mellan två stora tal (signalen i rör med prov och rör utan någon substans) ger små fel i de stora talen stora fel i differensen. Detta kunde förbättras genom en teknik som kallades IRMA (Immuno Radio Metrisk Analys). Denna var möjlig i de fall den substans man ville bestämma hade två skilda immunologiska epitoper. En antikropp mot den första epitopen kopplades till en fast yta – antingen till väggen på det rör som användes till bestämningen eller till en plastkula eller ett grovt granulat, som placerades i röret. När provet sattes till röret med denna första antikropp bands substansen med den första epitopen. Att skilja vätskan från den nu bundna substansen var relativt enkelt, vare sig det skedde genom dekantering eller genom att suga bort vätskan med ett glasrör förbundet med vakuum genom en slang. Efter tvätt satte man sedan till en lösning av en antikropp mot den andra epitopen, tracerantikroppen. Denna antikropp var märkt med radioaktivitet. Sedan vätskan avlägsnats och röret med eventuell kula eller granulat tvättades mättes radioaktiviteten i en scintillationsräknare liksom i det förra fallet. En ökning av mängden substans i provet gav därigenom en ökning av mängden bunden radioaktivitet, man hade erhållit en positiv korrelation mellan substansmängd och signal samtidigt som separationen var enkel. 
Principen med två antikroppar med antigen mellan dem gav upphov till beteckningen ”sandwichteknik” för IRMA.

## Instrumentering för radioimmunologiska analysmetoder
Ursprungligen gjordes samtliga steg i radioimmunologiska analyser manuellt, och mätningen gjordes i enkla scintillationsräknare där provröret stacks ned i en kristall av natriumjodid, som gav en ljusblixt då kristallen absorberade ett gammakvantum från provet. Ljusblixten detekterades med en fotomultiplikator. De ursprungliga räknarna hade ett hål, och om man ville ha mättider på flera minuter per rör tog mätningen redan av begränsade serier av prov lång tid. Speciella räknare för radioimmunologiska analyser utvecklades, där man kunde mäta i många hål parallellt. Man utvecklade också scintillationsräknare, där rören placerades i löpande band, som fördes fram mäthålen och sattes i dem automatiskt. Parallellt med detta utvecklades automater som utförde de olika stegen i analysgången automatiskt. För att kunna göra detta använde man till exempel magnetiska granulat för att fästa den första antikroppen i sandwichbestämningar, så att man kunde hålla kvar granulatet med en magnet under rörets botten medan man vände röret upp och ned. 

## Nedgång och fall för radioimmunologiska analysmetoder
Redan kort tid efter utvecklingen av de första metoderna för radioimmunologisk analys talades det om att nyutvecklade tekniker mycket snart skulle ersätta radioaktivitet vid immunkemiska bestämningar. Det dröjde emellertid fram till omkring år 2 000 innan radioaktiviteten började försvinna från klinisk-kemiska laboratorier. År 2008 finns endast några få metoder kvar där radioaktivitet kommer till användning, och alla viktiga klinisk-kemiska analyter bestäms nu utan radioaktivitet.